# Покерные программы
Покерные программы — различные приложения и инструменты для анализа, расчёта и изучения статистики и стратегии в покере для игроков, которые участвуют в турнирах по покеру и играют, как на реальные, так и на игровые фишки.

## Конвертеры истории раздач
Конвертеры рук в покере позволяют игрокам брать текстовые файлы с историей сыгранных раздач в онлайн покере и конвертировать их в форматы, удобные для глаз и подходящие для размещения на досках сообщений в Интернете. Конвертеры рук часто используются, чтобы показать сыгранные руки другим игрокам для анализа и обсуждения. В зависимости от используемого конвертера выходные данные могут включать размер банка для каждого раунда торговли, уровень блайндов, порядок рассадки и размер стека.
Многие покерные румы для игра в онлайн хранят сыгранные руки на компьютере игрока, что позволяет игрокам анализировать и отслеживать свои собственные результаты или обсуждать сыгранную раздачи и правильную стратегию в покере другими игроками. Статистика, которую может отслеживать игрок, включает разные метрики: процент вскрытия карт, фактор агрессии, процент ставок/пассивных действий/ рейзов и т. д. Большинство крупных покерных сайтов также могут предоставить игрокам файлы с историей сыгранных раздач по запросу.
Помимо использования файлов истории рук для анализа и улучшения стратегии самого игрока, их также можно использовать для сбора статистических данных об оппонентах, как о тех, против которых игрок играл, так и о тех, с которыми игрок никогда не сталкивался. > Является ли последнее мошенничеством, зависит от «Политики допустимого использования» карточной комнаты. Совместное использование файлов с исходной историей рук обычно считается сговором и нарушением правил.

## Калькуляторы шансов
Есть много программ, которые позволяют запускать «горячие и холодные» симуляции, в которых сравниваются силы рук и диапазонов в разных ситуациях (на префлопе, флопе, терне и ривере), чтобы показать примерный процент выигрыша для каждой. Данный вид программ также имеет название: эквилятор.

## Солверы
Это инструменты, которые производят вычисления оптимальных стратегий для некоторых вариантов покера (под оптимальными подразумеваются равновесные по Нэшу стратегии). Большинство коммерчески доступных программ решают техасский холдем и омаху, зачастую для игр один на один с заранее определенной структурой ставок. Сайты онлайн-покера часто запрещают использование покерных солверов в игре, но разрешают их использовать в качестве инструмента для самообразования и обучения.

## ГТО Тренажеры
Инструменты, которые имитируют реальную игру и позволяют игрокам играть в покер против бота играющего по равновесным стратегиям, обеспечивая обратную связь в реальном времени об ошибках игроков. Основой таких приложений обычно являются калькуляторы ГТО. Наиболее успешным гто тренажером является Симпл ГТО Тренер. Тренажеры гто выпускаются как для компьютеров, так и для мобильных телефонов.

## Базы данных турниров
Несколько коммерческих веб-сайтов размещают итоги турниров проходящих онлайн в различных покерных румах, а затем выставляют рейтинг игрокам, которые принимали участие в турнирах, также и выставляют рейтинг турнирам по силе игроков, которые в них участвовали.

## Игровое ПО
Ряд коммерческих компаний предлагают программные обеспечение, где люди могут играть на виртуальные фишки против полного стола запрограммированных соперников-оппонентов.

## Боты
Покерные боты — это программы, которые играют в покер онлайн под видом человеческого соперника. В онлайне покерные комнаты практически всегда категорически запрещают их использование.